# Carl's Jr.
Carl's Jr. Restaurants LLC är en amerikansk snabbmatskedja som säljer snabbmat; främst hamburgare men även amerikanska scones, efterrätter, friterade kycklingbitar, kaffe, läsk, lökringar, milkshake, pommes frites, rårakor, sallader och smörgåsar. De hade totalt 1 524 restauranger, en del ägda av franchisetagare, för år 2018. Restaurangkedjan ägs av det amerikanska förvaltningsbolaget CKE Restaurants Holdings.
Företaget grundades 1941 som en korvkiosk i Los Angeles i Kalifornien av Carl och Margaret Karcher. Fyra år senare öppnade de sin första restaurang med namnet Carl's Drive-in Barbecue och låg i Anaheim. 1956 grundades Carl's Jr. officiellt när två till restauranger öppnades, ena i Anaheim och den andra i Brea. Tio år senare grundade Carl Karcher ett förvaltningsbolag med namnet Carl Karcher Enterprises (CKE) i syfte att ta tillvara hans affärsintressen. Carl's Jr. blev samtidigt fusionerad med CKE.
Huvudkontoret ligger i Franklin i Tennessee.